# Warzucha lekarska
Warzucha lekarska (Cochlearia officinalis) – roślina z rodziny kapustowatych. Występuje w Europie i Ameryce Północnej na obszarach o klimacie umiarkowanym i zimnym. W Polsce pojawia się przemijająco jako efemerofit, głównie w województwie zachodniopomorskim. 

## Morfologia

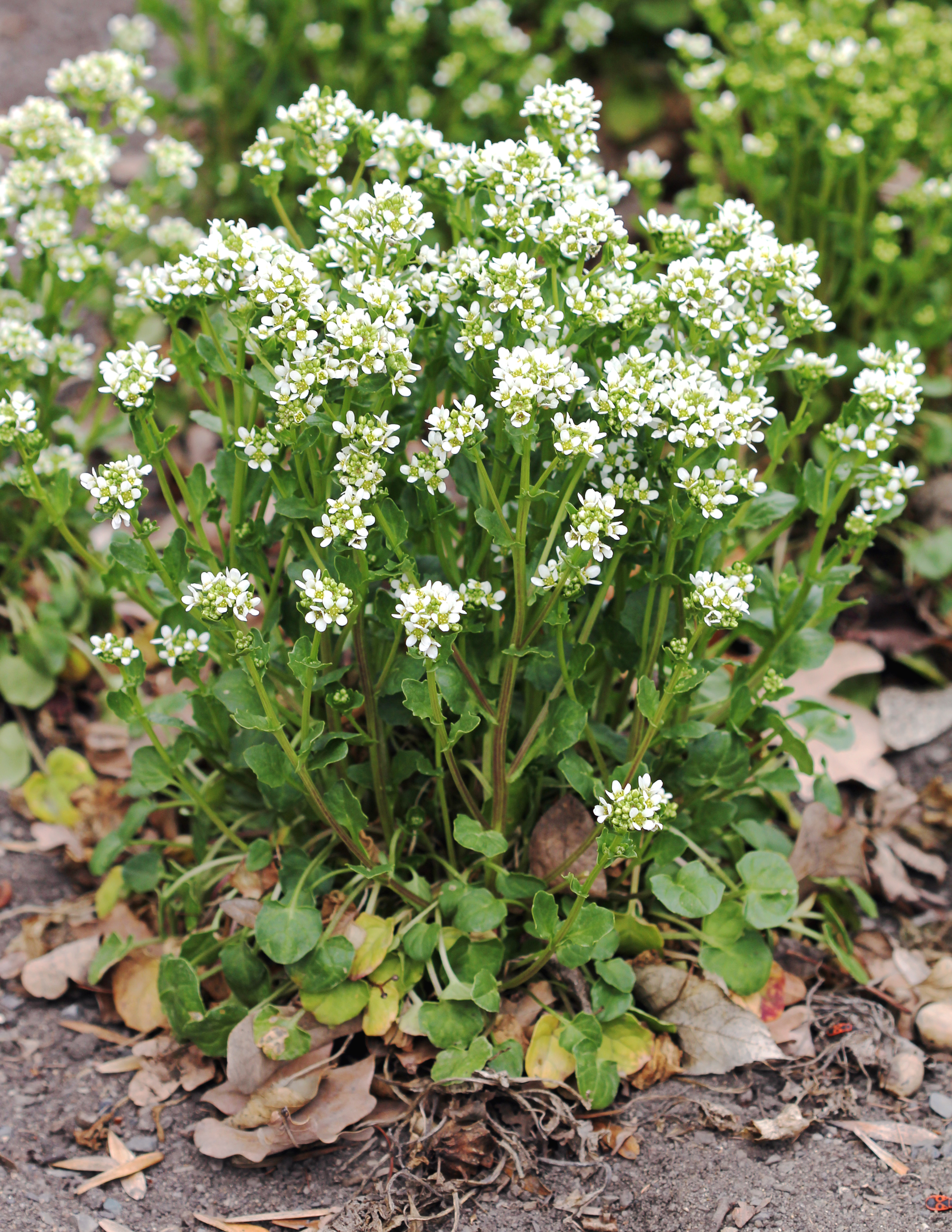
Pokrój

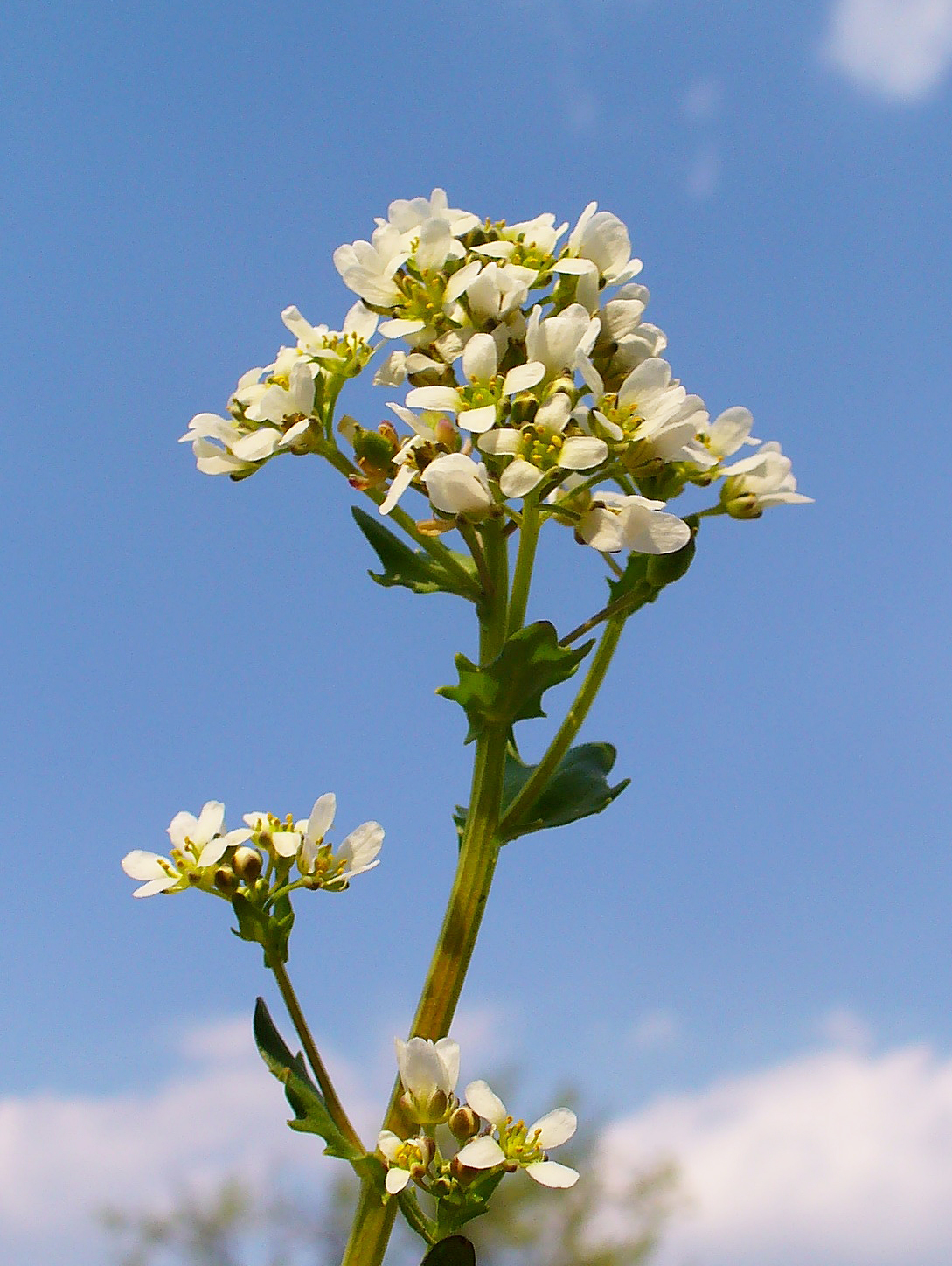
Kwiatostan

PokrójOsiąga wysokość do 50 centymetrów.
LiścieMięsiste, nerkowate, długoogonkowe. Wszystkie liście łodygowe są siedzące, obejmują łodygę uszkowatymi nasadami.
KwiatyBiałe, drobne (8-10 mm średnicy), wonne, zebrane w grona. Pojedynczy kwiat ma 4 płatki o długości 3-7 mm. Nerwy boczne tych płatków nie łączą się z sobą, co najwyżej tworzą jedno poletko utworzone przez boczne odgałęzienia nerwu głównego.
OwocElipsoidalna łuszczyna zawierająca nasiona o długości 1,5-2 mm.

## Biologia i ekologia
Roślina dwuletnia lub zimozielona bylina. Zasiedla wybrzeża morskie i solniska. Kwitnie od maja do września.

## Zastosowanie
- Roślina lecznicza. Dawniej była używana przeciwko szkorbutowi, szczególnie przez marynarzy odbywających długie morskie podróże[5].
- Bywa uprawiana jako roślina ozdobna.

## Uprawa
Roślina łatwa w uprawie. Jest w Polsce całkowicie mrozoodporna (strefy mrozoodporności 4-9). Szczególnie dobrze prezentuje się w ogrodzie skalnym pomiędzy kamieniami lub w szczelinach murków i skał. Nie ma specjalnych wymagań co do gleby. Rozmnaża się przez wysiew nasion lub przez podział rozrośniętych kęp.